# Georg Heubeck
Georg Heubeck (* 24. Juni 1911 in Neustadt an der Aisch; † 15. November 1989 in Köln) war ein deutscher Pionier auf dem Gebiet der Versicherungsmathematik und ist Begründer der „Heubeck-Richttafeln“.

## Werdegang
Nach seinem Abitur 1931 in Amberg studierte Georg Heubeck Mathematik, Rechtswissenschaft und Volkswirtschaftslehre in Göttingen, München und Basel. Im Dezember 1937 wurde er in angewandter Mathematik promoviert, bis 1941 war er in Leipzig als Versicherungsmathematiker tätig. Im Juli 1945 wurde in Köln sein Sohn Klaus Heubeck geboren. 1946 gründete Georg Heubeck in Köln das „Büro Dr. Heubeck“. Die von ihm und Kurt Fischer entwickelten Richttafeln kamen erstmals im Mai 1947 auf den Markt.

### Heubeck’sche Richttafeln
Die Richttafeln dienen als geeignete biometrische Rechnungsgrundlagen in der betrieblichen Altersversorgung und müssen den Besonderheiten der betrieblichen Altersversorgung, den spezifischen Mitarbeiterbeständen und -strukturen, den unterschiedlichen, oft recht komplexen Versorgungsregelungen und den steuerlichen und rechtlichen Rahmenbedingungen in der betrieblichen Altersversorgung Rechnung tragen. Sie sollten für die verschiedenen Träger, gegebenenfalls sachgerecht modifiziert, problemlos anwendbar sein. Es handelt sich um Tabellen auf versicherungsmathematischer und biometrischer Grundlage, aus denen unter anderem die berufs- und geschlechtsspezifischen Lebenserwartungen zum Zwecke der Bildung der Pensionsrückstellungen bei Unternehmen, Pensionskassen und Pensionsfonds hervorgehen. Wegen der Ausscheidewahrscheinlichkeit, Lebenserwartung, berufsständischer Besonderheiten oder der Abhängigkeit der Lebenserwartung vom Geburtsjahr sind es komplexe Tabellen. Die Richttafeln sind bis heute – weiterentwickelt und verfeinert von Klaus Heubeck – allgemein anerkannte Rechnungsgrundlage der deutschen betrieblichen Altersversorgung.
Die Richttafeln werden deutschlandweit bei Unternehmen fast ausnahmslos verwendet und schufen eine wichtige mathematische Grundlage für die Berechnung von Pensionsrückstellungen. Die Richttafeln dienen in der Praxis üblicherweise als Rechnungsgrundlage der Teilwertermittlung von Pensionsverpflichtungen und entsprechen anerkannten Regeln der Versicherungsmathematik. Die urheberrechtlich geschützten Richttafeln erschienen 1983 in zweiter Auflage, 1998 und 2005 folgten weitere Auflagen.
Im Juli 2005 wurden aktualisierte Rechnungsgrundlagen für die betriebliche Altersversorgung herausgeben. Unter der Bezeichnung „Richttafeln 2005 G“ führen diese Tafeln auf neueren Statistiken beruhende Werte für die in der betrieblichen Altersversorgung relevanten Übergangswahrscheinlichkeiten (Sterblichkeit, Erwerbsminderung, Verheiratungshäufigkeit) auf. „G“ steht für „Generationentafel“, also einer Sterbetafel, die die Wahrscheinlichkeiten nicht nur nach Alter und Geschlecht differenziert, sondern auch nach dem Geburtsjahr und es somit erlaubt, bei der Bewertung den Veränderungen in der Zeit „generationengerecht“ zu folgen. Die Steuerverwaltung hat diese Tafeln für die Wertermittlung von Pensionsrückstellungen in der Steuerbilanz zugelassen. Mittlerweile werden die nochmals aktualisierten „Richttafeln 2018 G“ verwendet. Diese sind auch für die handelsbilanzielle Bewertung bei IFRS- oder HGB-Abschlüssen maßgeblich.

### Gutachter für die Rentenreform 1957
Georg Heubeck war bereits am 2. Oktober 1948 prominenter Gast auf dem „Kölner Tag der Versicherungsmathematiker“. Für die groß angelegte Rentenreform 1957 beauftragte ihn Bundesfinanzminister Fritz Schäffer mit der Prüfung der Berechnungen des Bundesarbeitsministers Anton Storch. Nach Heubecks versicherungsmathematischen Berechnungen würde die geplante Rentenreform schon in den ersten Jahren einige Milliarden Mark mehr kosten, als die Regierungsvorlage vorsehe. Darüber hinaus würde sie in vielen Fällen keinen sozialpolitischen Effekt haben. Heubeck errechnete, dass 1,4 Millionen Rentner überhaupt keinen Nutzen von der Reform hätten und nur durch die so genannte Besitzstandsklausel des Reformentwurfs vor einer Verschlechterung bewahrt bleiben würden. Heubeck bestätigte, dass der versicherungsmathematische Teil des Rentengesetzes offenbar unrichtig sei und von viel zu optimistischen Schätzungen ausgehe. Als Ursache der Fehlkalkulationen ermittelte Heubeck, dass die Berechnungen des Arbeitsministeriums zu sehr von den gegenwärtigen Verhältnissen ausgegangen seien; sie seien statisch angelegt, ohne die wahrscheinliche Entwicklung zu berücksichtigen. Heubeck kam in seinem Gutachten zu der Schlussfolgerung, dass in der vorgesehenen Form die Rentenpläne zum Scheitern verurteilt seien. Daraufhin wurde die Reform zwar realistischer gestaltet, doch nicht so, wie es nach Heubecks Berechnungen hätte sein müssen. Die in seinem Gutachten aufgezeigten Langzeitprobleme hatten sich später bestätigt.

### Funktionen und Veröffentlichungen
Georg Heubeck veröffentlichte eine Vielzahl von Aufsätzen, Kommentaren und Gutachten in seinem Spezialgebiet, darunter eine Stellungnahme zur Reform des Aktienrechts im Jahre 1965 oder der Gesetzeskommentar zum Betriebsrentengesetz (1976). Zwischen 1969 und 1984 war er Vorsitzender der Arbeitsgemeinschaft für betriebliche Altersversorgung ABA e. V. Erst 1973 erhielt er einen Lehrauftrag der Universität Köln für Versicherungsmathematik, den er bis 1983 innehatte. Er war von 1970 bis 1985 Vorstandsmitglied der Deutschen Gesellschaft für Versicherungsmathematik (dgvm). Noch bis 1988 publizierte er Fachaufsätze.

## Klaus Heubeck
Georg Heubecks Sohn Klaus Heubeck (* 19. Juli 1945 in Köln) studierte Mathematik, Recht und Volkswirtschaftslehre in München und Göttingen und wurde 1974 an der Universität Basel promoviert. Er trat 1973 in das väterliche Unternehmen ein, wo 1983 die Richttafeln in einer grundlegenden zweiten Neuauflage erschienen. 1983 übernahm Klaus Heubeck das in Köln-Marienburg ansässige väterliche Unternehmen, das im August 2001 in die Heubeck AG umgewandelt wurde. Die AG betreut über 1000 Firmenkunden, zahlreiche Pensionskassen, Pensionsfonds, Zusatzversorgungskassen und berufsständische Versorgungswerke. Im Juli 2007 ging sie eine Kooperationsvereinbarung mit der Sparkassen-Finanzgruppe ein, die seit August 2010 mit 90 % an der Heubeck AG beteiligt ist. Die 1983 gegründete Heubeck-Richttafeln GmbH hält die Urheber- und Vertriebsrechte an den Richttafeln.
Klaus Heubeck ist seit 1992 Honorarprofessor für Versicherungsmathematik an der Uni Köln. Ein Heubeck-Gutachten mit Vorschlägen zur Beitragsumstellung vom Oktober 2011 wurde offiziell bei der allgemeinen Herbsttagung der Arbeitsgemeinschaft für betriebliche Altersversorgung e. V. (ABA) überreicht und damit für die politische Diskussion freigegeben.